# Pomník Josefa Ressela (Chrudim)
Bronzový pomník Josefa Ressela od předního českého sochaře Ladislava Šalouna z roku 1923 se nalézá na prostranství před regionálním muzeem v okresním městě Chrudim. Pomník je od roku 1958 chráněn jako nemovitá kulturní památka ČR.

## Historie
Bronzový pomník zdejšího rodáka Josefa Ressela - význačného českého vynálezce, matematika a lesního inženýra a především vynálezce lodního šroubu byl pořízen z veřejné sbírky chrudimských občanů a slavnostně odhalen  15. června 1924. Pomník představuje jednu z nejlepších prací významného českého sochaře a malíře Ladislava Šalouna a vytváří dominantu prostranství před muzeem.

## Popis
Uprostřed prostranství před regionálním muzeem v Chrudimi stojí na pískovcovém stupni velký kamenný pískovcový blok vyzděný z hrubě opracovaných kvádrů. Před tímto velkým kvádrem leží na menším podstavci kamenná replika lodního šroubu s lipovou ratolestí.
Na velkém kvádru je nahoře umístěn hladký pískovcový blok opatřený na čelní straně nápisem Josef Ressel. Na bloku stojí bronzová socha vynálezce v nadživotní velikosti. Vynálezce zahalený v dlouhém plášti stojí s nakročenou pravou nohou a levou rukou se opírá o bok. Hlava je mírně nachýlena dopředu.

## Galerie

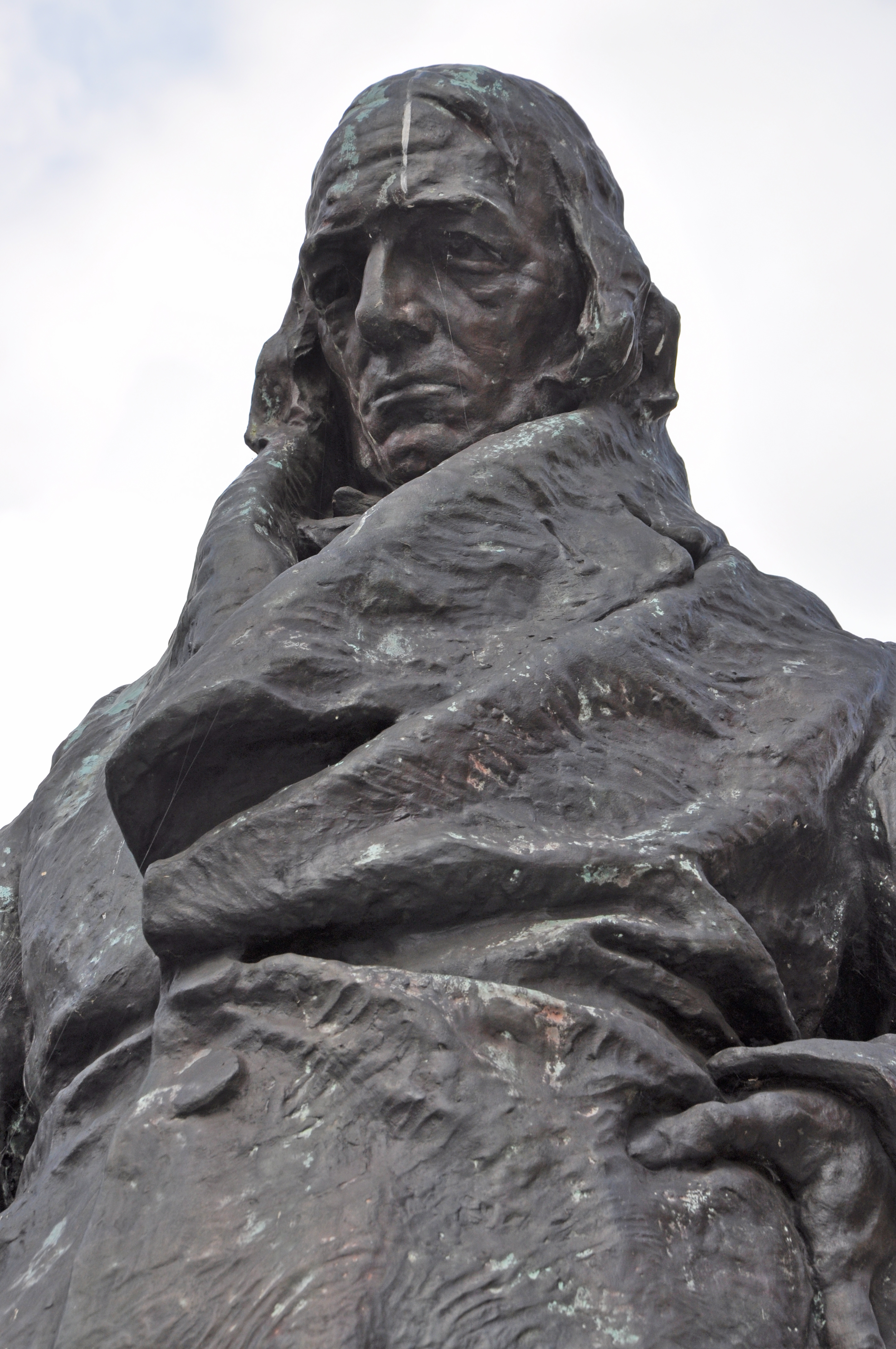
detail
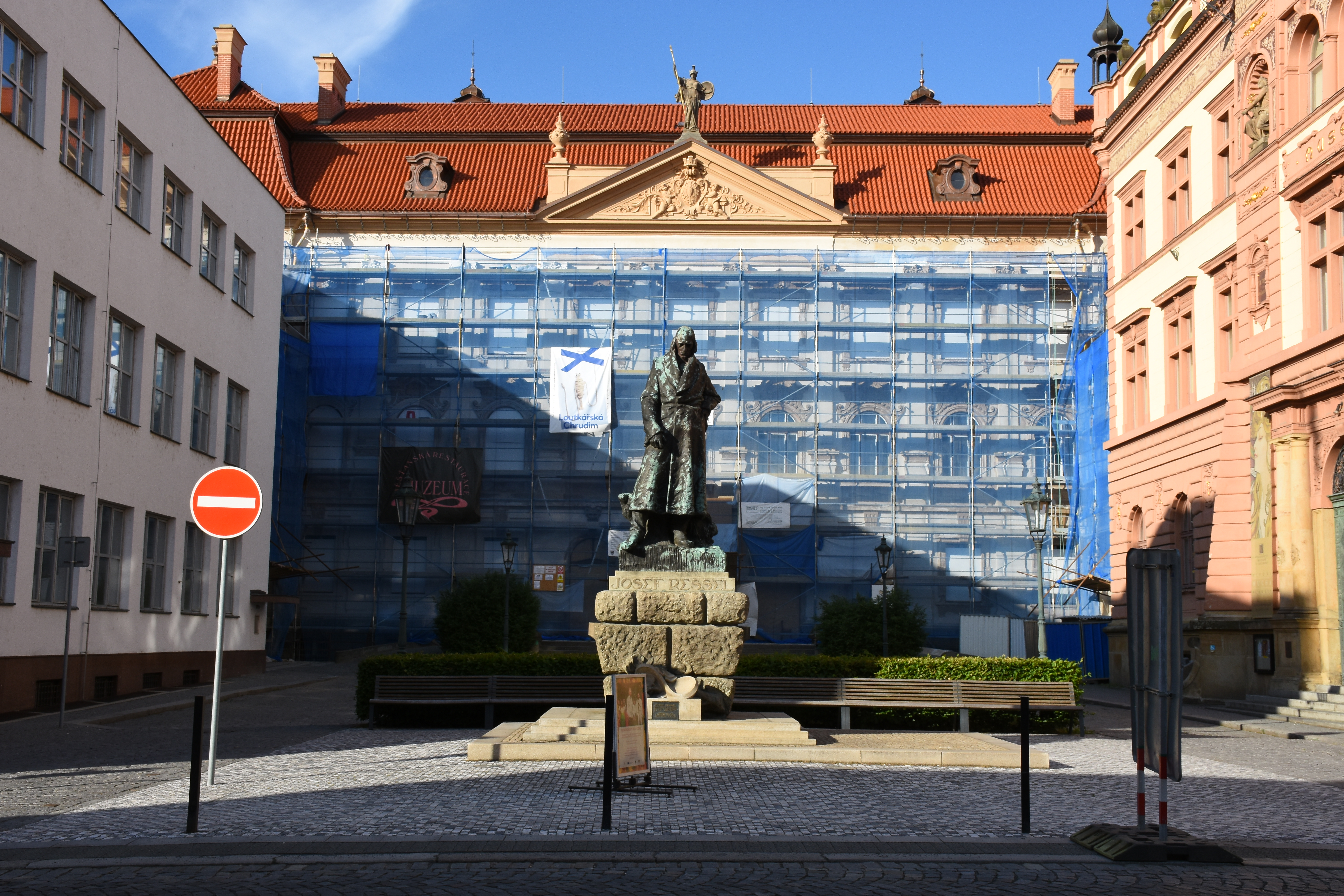
celkový pohled
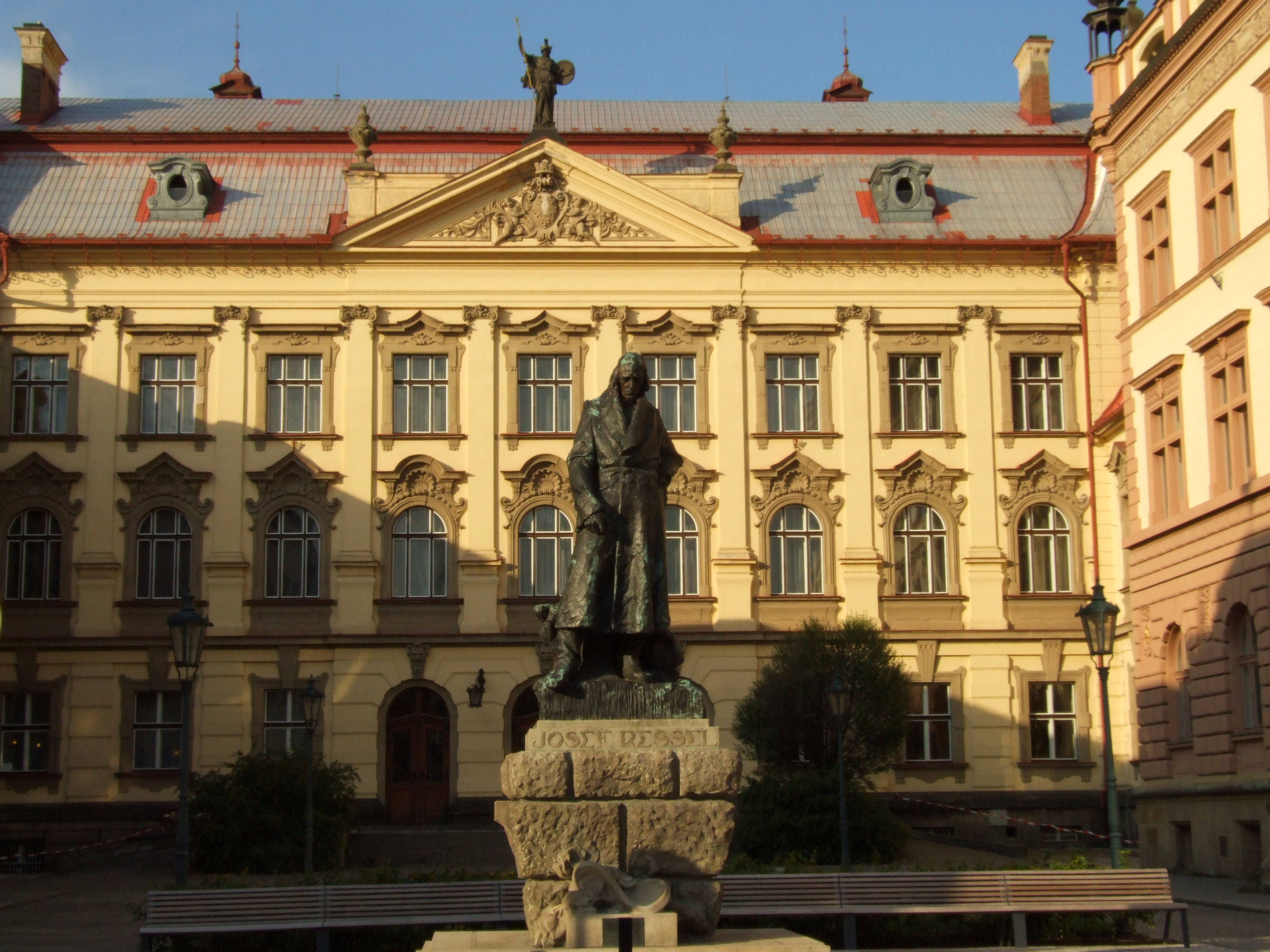
celkový pohled